# Echenais petronia
Echenais petronia är en fjärilsart som beskrevs av William Schaus 1913. Echenais petronia ingår i släktet Echenais, och familjen Riodinidae. Inga underarter finns listade i Catalogue of Life.